# Mordellistena pullata
Mordellistena pullata är en skalbaggsart som beskrevs av Liljeblad 1945. Mordellistena pullata ingår i släktet Mordellistena och familjen tornbaggar. Inga underarter finns listade i Catalogue of Life.